# Giulio Ulisse Arata
Giulio Ulisse Arata (Piacenza, 21 agosto 1881 – Piacenza, 15 settembre 1962) è stato un architetto italiano, attivo principalmente nelle città di Milano, Napoli e Bologna, dove divenne professore.

## Biografia

Lo Stadio Littoriale di Bologna.

Frequentò nella sua città natale il Collegio Alberoni e la scuola di architettura "Gazzola", seguendo le lezioni di Camillo Guidotti. Dopo essersi diplomato a Milano, frequentò dal 1898 al 1901 i corsi di architettura all'Accademia di Belle Arti di Brera, ove rimase influenzato da Camillo Boito e Luca Beltrami. Intraprese poi la carriera militare a Napoli, dove avviò anche l'attività di stuccatore dal 1902 al 1906. L'Arata, dopo quest'esperienza, si distaccò dalla maniera accademica per dimostrarsi interessato all'Art Nouveau e quindi si recò ad approfondire i suoi studi a Roma, dove si diplomò nel 1906. La capitale, in quel periodo, era caratterizzata dal gusto eclettico di matrice classica, che influenzò successivamente l'architettura di Arata.
Ritornato a Milano, vi aprì un proprio studio, dove collaborò con imprese edili limitandosi a progettare facciate. Ricevette il suo primo incarico di progettare una villetta in via Mascheroni a Milano tra il 1907 e il 1908, anni che caratterizzarono definitivamente lo stile di Giulio Arata in una combinazione di elementi del Modernismo e del Secessionismo reinterpretati in una maniera accademica distorta. Nello stesso periodo fu molto attivo a Napoli, dove progettò il complesso termale di Agnano (demolito quasi completamente negli anni sessanta, del quale è rimasto solo il portale dell'entrata). Le Terme rappresentarono il culmine dell'architettura di Arata, cioè il criterio di inserimento di un ambiente costruito in uno naturale. Altro edificio da lui realizzato nella città è Palazzo Mannajuolo in via Filangieri, dove rilesse la spazialità barocca raggiungendo il culmine nella bella scala elicoidale.
Intorno agli anni dieci lo stile architettonico di Arata raggiunse il vertice: l'architetto progettò le case Berri-Meregalli in via Cappuccini e in via Settembrini a Milano, fondendo il liberty col Manierismo nei bugnati e nelle decorazioni a mosaico in stile orientale. Dal 1914 collaborò con alcune testate di riviste artistico-culturali e da questo periodo, per circa quindici anni, la sua architettura continuò con un lento e precoce distaccamento dal liberty, per ritornare all'ordine che fu imposto dal nazionalismo provocato dallo scoppio della prima guerra mondiale e che fece allontanare gradualmente i contatti artistici fra le varie nazioni. In questo periodo fu incaricato di progettare il recupero del centro storico di Bologna, lo stadio cittadino e il Nuovo Ospedale Maggiore a Milano. A partire dagli anni trenta ebbe un forte declino, perché era ritenuto un architetto della vecchia generazione; si dedicò quindi all'attività di scrittore e professore fino alla morte.
Insegnò presso l'Accademia di Belle Arti di Parma e divenne nel dopoguerra direttore del Museo Ricci Oddi di Piacenza, che aveva contribuito a progettare tra il 1925 e il 1931.
Dopo la guerra Arata fu anche prolifico autore di una serie di monografie edite dall'Istituto Geografico “DeAgostini” sulle maggiori città italiane. Scrisse inoltre saggi di architettura per l'editore Hoepli.

## Opere

### Milano
- Casa Carugati-Felisari, Via Mascheroni, 1907-1908;
- Casa operaia, via Farini, 1907;
- Palazzo Berri Meregalli, Via Cappuccini, 1910[6];
- Casa Berri-Meregalli in via Mozart 21 (1910-12)
- Casa Berri Meregalli 2 (1910-1912) via Barozzi, 7, ang via Mozart
- Nuovo Ospedale Maggiore, anni 20-30;
- Palazzo Pathé, Via Settembrini 11, 1902-1904, Prima sede Pathé Cinemà ora sede Di Baio Editore;
- Quartiere ICP Lagosta, 1924-1925.

### Napoli
- Schiera di edifici, Rione Amedeo, primo '900;
- Palazzo Salita Piedigrotta n.3, primo '900.
- Palazzo Mannajuolo, via Filangieri, 1907-1908[4];
- Palazzina Paradisiello, 1908;
- Palazzo Leonetti, via dei Mille, 1909;
- Palazzo in via dei Mille n.47, 1908-1910
- Terme di Agnano, Agnano, 1910-1911[4] e demolite nel 1961;
- Il Negozio "Lotto Zero", via Filangieri 60, 1910-1912
- Palazzo Cottrau Ricciardi, Rione Amedeo, 1925-1926;

### Bologna
- Palazzo Ghisilardi Fava - Casa del Fascio, 1923-1924;
- Isolato Medievale S.A.R.E., via Clavature, via de' Toschi, via dei Musei e via de' Foscherari, 1925-1932;
- Stadio del Littoriale, oggi Stadio Renato Dall'Ara, 1925-1927 insieme all'ing. Costanzini ; in particolare, la Torre di Maratona venne disegnata da G.U. Arata;
- Ristrutturazione del quartiere medievale, 1925-1932;
- Aula Magna dell'Università, via Zamboni, 1931-1935[7];
- Sacrario dei Martiri Fascisti, Certosa di Bologna, 1931-1932;
- Fontana Monumentale della Direttissima, 1932-1934 (distrutta dagli eventi bellici)[8].
- Opere nel Cimitero monumentale della Certosa di Bologna

### Gallarate
- Facciata di Casa Orlandi, 1928[9].

### Vinci
- Restauro della casa natale di Leonardo da Vinci, anni 40-50.

### Salsomaggiore Terme
- Chiesa di San Vitale, 1914-1953[6];

### Ravenna

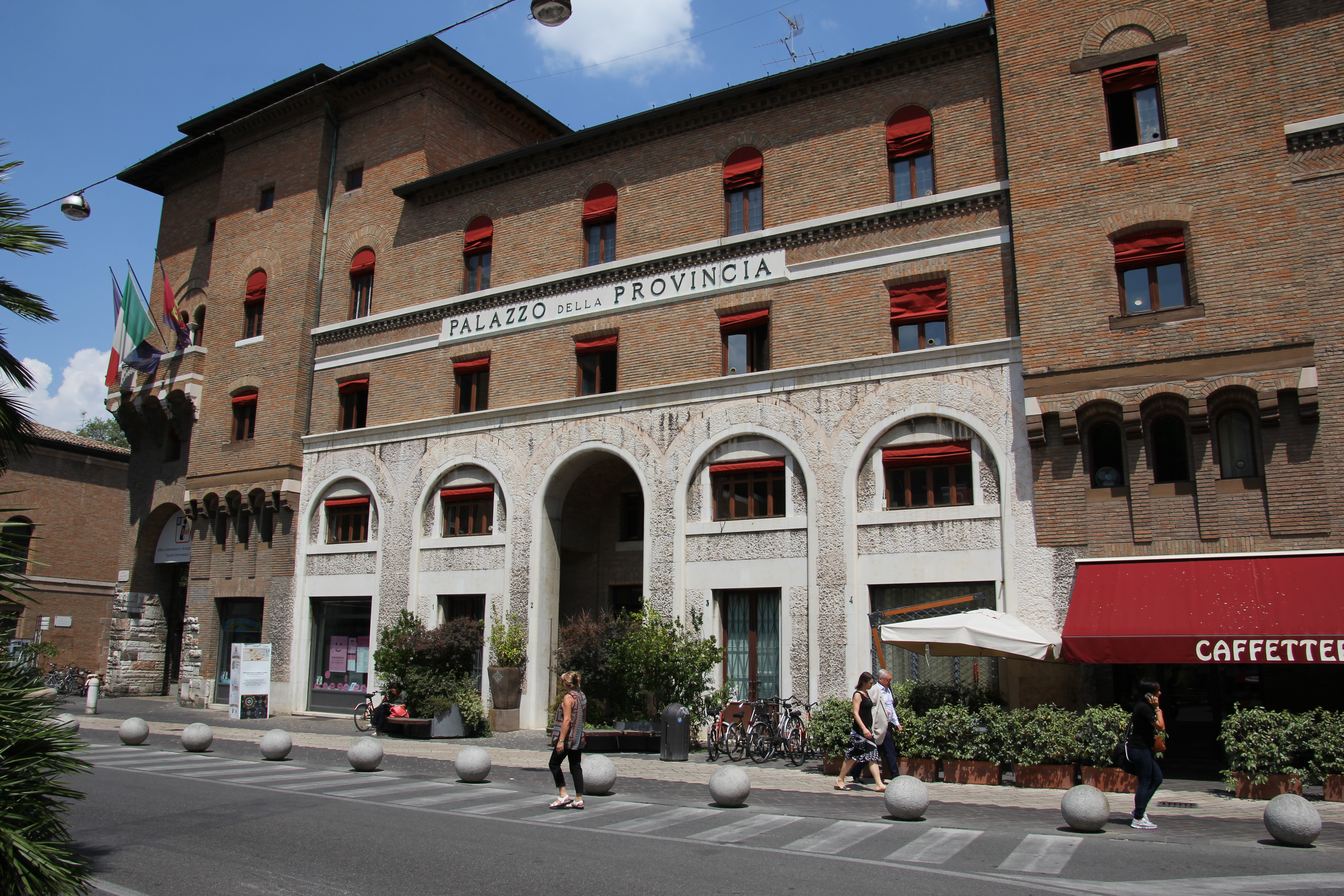
Palazzo della Provincia a Ravenna.

- Palazzo della Provincia,(con l'ing. Mellucci Luigi) 1928[10];
- Zona del Silenzio, Piazza San Francesco, 1932.

### Piacenza
- Restauro della basilica di Sant'Antonino, 1918-1930;
- Eremo di Sant'Antonino, 1922-1962;
- Galleria d'Arte Moderna “Ricci Oddi”, 1924-1931;
- Restauro di Casa Baroni, 1928-1929;
- Casa Breviglieri, 1938-1939;
- Restauro della chiesa di San Francesco, 1940.

Rimini
• Villa Del Piano, via Trieste, 50, 1920;

## Archivio
Presso gli eredi Montaretto Marullo a Piacenza è conservato l'archivio dei progetti e dei disegni di Arata; presso la Biblioteca civica di Piacenza “Passerini Landi” sono conservati i progetti relativi a un edificio di banca mai realizzato a Piacenza (Banco di Roma, Il palazzo della filiale di Piacenza, Roma 1977); l’Archivio di Stato di Piacenza conserva le immagini digitali dei progetti relativi alla Chiesa parrocchiale di San Vitale a Salsomaggiore e al Cimitero monumentale di Piacenza. Inoltre, il Collegio Alberoni di Piacenza conserva il fondo bibliografico omonimo.